# Vladislav Sekal
Vladislav Sekal (ur. 18 stycznia 1930 w Taborze) – czechosłowacki zapaśnik walczący w obu stylach. Olimpijczyk z Helsinek 1952. Piąty w stylu wolnym i odpadł w eliminacjach w klasycznym. Startował w kategorii 74 kg.
Trzykrotny mistrz kraju w stylu klasycznym, w latach 1953–1955 i w stylu wolnym, w latach 1952–1954
- Turniej w Helsinkach 1952 – styl klasyczny

Przegrał z Turkiem Ahmetem Şenolem i Siemionem Maruszkinem z ZSRR.
- Turniej w Helsinkach 1952 – styl wolny

Wygrał z Josem De Jongiem z Belgii i Muhammadem Musą z Egiptu, a przegrał z Cyrilem Martinem z ZPA i Alberto Longarellą z Argentyny.